# Futbol'nyj Klub Alanija Vladikavkaz
Il Futbol'nyj Klub Alanija Vladikavkaz, noto come Alanija Vladikavkaz o anche Alanija (in russo Футбольный клуб Алания Владикавказ?), è una società calcistica russa con sede nella città di Vladikavkaz, già Ordžonikidze.

## Storia
Il miglior risultato della squadra è la vittoria del campionato nella stagione 1995, dopo molti anni di dominio dello Spartak Mosca. Il successo fu ottenuto dopo il secondo posto nella stagione 1992 e fu seguito da un nuovo secondo posto nella stagione 1996.
Dopo la partenza di Valerij Gazzaev, l'allenatore della squadra, e di giocatori di grande importanza, l'Alanija non è stata più in grado di competere per il titolo, finendo sempre nella seconda metà della classifica.
In precedenza il club era noto come Spartak Ordžonikidze (1937-1990), Spartak Vladikavkaz (1990–1994 e 2006), Alanija Vladikavkaz (1997-2003 e 2006) e Spartak-Alanija Vladikavkaz (1995-1996 e 2003-2006).
Nella stagione 2005 del campionato russo è retrocessa in Pervenstvo Professional'noj Futbol'noj Ligi, il terzo livello del campionato.
Nella Coppa di Russia 2010-2011 viene sconfitta in finale dal CSKA Mosca per 2-1, ma poiché la squadra vincitrice si trova nella UEFA Champions League, l'Alanija viene ammesso al terzo turno della UEFA Europa League 2011-2012, dove si è scontrata con i kazaki del Aqtöbe vincendo ai rigori, ma poi perdendo contro la più quotata Beşiktaş.

### L'esclusione del 2006
Il 14 febbraio 2006 l'Alanija ed un altro club di Pervij divizion, il Lokomotiv Chita, furono private della licenza dalla Federazione calcistica della Russia (RFS) e furono escluse dal calcio professionistico per irregolarità giuridiche. Il 22 febbraio la RFS decise di rimpiazzare le due squadre escluse con il Lada Togliatti e il Mašuk, le seconde classificate della Pervenstvo Professional'noj Futbol'noj Ligi, ma la Lega calcio russa (RFU) non accettò l'esclusione dell'Alanija e del Lokomotiv e il 28 febbraio decise di mantenere le due squadre in Pervij divizion, a patto che avessero rispettato il regolamento del campionato. Il 6 marzo la RFS decise di allargare la prima divisione da 22 a 24 squadre, comprendendo di fatto tutte le quattro squadre nominate in precedenza.
Il 20 marzo 2006 la federcalcio russa decise, tuttavia, di escludere (stavolta in via definitiva) l'Alanija e la Lokomotiv dalla Pervij divizion e di retrocederle in Vtoroj divizion. La decisione fu ufficializzata dalla RFS il 21 marzo, cinque giorni prima dell'inizio del campionato di Pervij divizion.
L'Alanija fu riformato e rinominato Spartak Vladikavkaz e il 4 aprile 2006 fu ammesso in Vtoroj divizion, zona sud. Dopo essersi classificato in seconda posizione nel 2006, il club fu promosso in Pervij divizion e assunse la denominazione attuale.
Nel febbraio 2014, a ritorno dalla pausa invernale della stagione calcistica russa, la squadra si ritirò dalla seconda serie a causa di problemi finanziari e con gli sponsor.
Nel 2018-2019 la squadra, finanziata dal governo regionale, giocò con il nome di Spartak Vladikavkaz. Alla vigilia della stagione 2019-2020 fu costituito un nuovo club di nome Alanija Vladikavkaz, di proprietà privata. Quest'ultimo club ottenne la licenza dalla federcalcio russa per partecipare alla terza serie e assorbì molti calciatori dello Spartak, che coesistette con il club concittadino nella stagione 2019-2020 di terza serie, da cui retrocesse prima di sciogliersi nell'esatate del 2020.
A causa della pandemia di COVID-19 il campionato di PFN Ligi fu interrotto. Il 24 luglio 2020 l'Alanija fu ammesso alla PFN Ligi per decisione della RFU. Quarta classificata nel campionato di PFN Ligi 2020-2021, l'Alanija non poté partecipare ai play-off per la promozione a causa delle condizioni dello stadio, che non rispettava i criteri federali. Stessa sorte ebbe il club nell'annata 2021-2022, quando il terzo posto non servì a qualificarsi ai play-off a causa dell'inagibilità dello stadio per la seconda serie.

## Palmarès

### Competizioni nazionali
- Pervaja Liga: 2

1969, 1990
- Vtoraja Liga: 3

1966 Girone 4 russo, 1982 Girone 3, 1983 Girone 3
- Campionato russo: 1

1995
- Pervenstvo Professional'noj Futbol'noj Ligi: 1

2006 Girone sud

### Altri piazzamenti
- Coppa di Russia:

Finalista: 2010-2011
Semifinalista: 1993-1994, 1994-1995, 1997-1998, 2009-2010, 2021-2022
- PFN Ligi:

Terzo posto: 2009, 2011-2012, 2022-2023
- Coppa dei Campioni della CSI:

Finalista: 1996

## Statistiche e record

### Partecipazione ai campionati

#### Unione Sovietica
| Livello | Categoria        | Partecipazioni | Debutto | Ultima stagione | Totale |
| ------- | ---------------- | -------------- | ------- | --------------- | ------ |
| 1º      | Vysšaja Gruppa A | 1              | 1970    | 1970            | 2      |
| 1º      | Vysšaja Liga     | 1              | 1991    | 1991            | 2      |
| 2º      | Klass B          | 3              | 1960    | 1962            | 25     |
| 2º      | Vtoraja Gruppa A | 4              | 1966    | 1969            | 25     |
| 2º      | Pervaja Liga     | 18             | 1971    | 1990            | 25     |
| 3º      | Klass B          | 4              | 1963    | 1966            | 6      |
| 3º      | Vtoraja Liga     | 2              | 1982    | 1983            | 6      |

#### Russia
| Livello | Categoria        | Partecipazioni | Debutto   | Ultima stagione | Totale |
| ------- | ---------------- | -------------- | --------- | --------------- | ------ |
| 1º      | Vysšaja Liga     | 6              | 1992      | 1997            | 16     |
| 1º      | Vysšaja Divizion | 4              | 1998      | 2001            | 16     |
| 1º      | Prem'er-Liga     | 6              | 2002      | 2012-2013       | 16     |
| 2º      | Pervyj divizion  | 3              | 2007      | 2009            | 5      |
| 2º      | PFN Ligi         | 2              | 2011-2012 | 2020-2021       | 5      |
| 3º      | Vtoroj divizion  | 1              | 2006      | 2006            | 7      |
| 3º      | PPF Ligi         | 6              | 2014-2015 | 2019-2020       | 7      |